# Крупка альпийская
Кру́пка альпи́йская (лат. Draba alpina) — вид двудольных растений рода Крупка (Draba) семейства Капустные (Brassicaceae). Таксономическое название опубликовано шведским ботаником Карлом Линнеем в 1753 году.

## Распространение и среда обитания

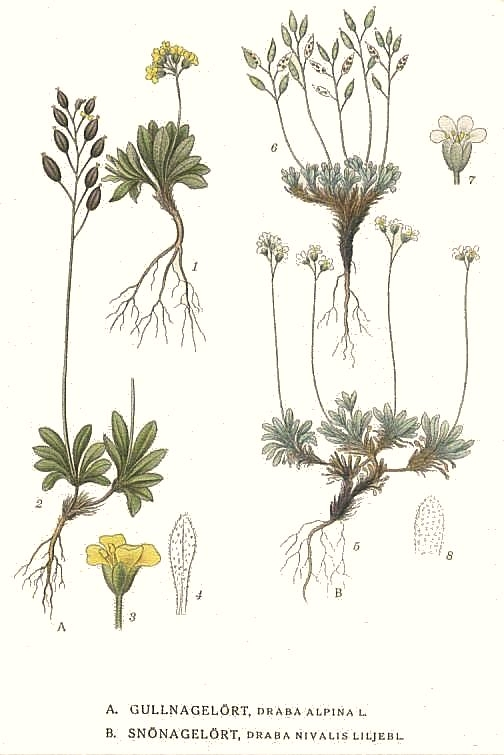
Крупка альпийская (А).

Встречается в Гренландии, Канаде, Финляндии, Норвегии, России и Швеции.

## Ботаническое описание
Многолетнее растение.
Листья только прикорневые, обратнояйцевидной или ланцетной формы.
Соцветие — кисть, несущая 6—18 цветков с ярко-жёлтыми лепестками.
Плоды эллиптической формы. Семена яйцевидные, светло-коричневого цвета. Цветёт в июне — августе.
Число хромосом 2n=80.

## Замечания по охране
Внесён в Красную книгу Восточной Фенноскандии, а также в Красные книги Камчатского края, Республики Коми и Мурманской области.

## Синонимы
Синонимичные названия:
- Draba algida Adams
- Draba × algida var. brachycarpa (DC.) Bunge
- Draba × algida var. breviscapa Hook.
- Draba alpina f. brachycarpa (Hook.) O.E. Schulz
- Draba alpina f. breviscapa O.E. Schulz
- Draba alpina var. corymbosa Durand
- Draba alpina var. hydeana B.Boivin
- Draba alpina var. inflatisiliqua Polunin
- Draba alpina var. intermedia Hook.
- Draba alpina f. longipedunculata Pohle
- Draba alpina var. major Hook.
- Draba alpina var. micropetala Durand
- Draba alpina var. nana Hook.
- Draba alpina var. oxycarpa (Sommerf.) Th.Fr.
- Draba alpina var. pohlei O.E. Schulz
- Draba gelida Turcz.
- Draba reuteri Boiss. & A.Huet